# Pramila Rijal
Pramila Rijal (Chisapani, 1 mei 1985) is een atlete uit Nepal die deelnam aan de Olympische Zomerspelen in Londen in 2012. Ze kwam daar uit in de voorrondes van de 100 meter maar plaatste zich niet voor het hoofdtoernooi. 